# Asarum viridiflorum
Asarum viridiflorum är en piprankeväxtart som beskrevs av Eduard August von Regel. Asarum viridiflorum ingår i släktet hasselörter, och familjen piprankeväxter. Inga underarter finns listade i Catalogue of Life.